# Thomas MacDonagh
Thomas Stanislaus MacDonagh (en irlandais : Tomás Anéislis Mac Donnchadha; (1er février 1878 – 3 mai 1916) est un militant politique irlandais, poète, dramaturge, pédagogue et leader révolutionnaire. Il est l'un des sept dirigeants de l'Insurrection de Pâques de 1916, signataire de la Proclamation de la république d'Irlande et commandant du 2e bataillon de la brigade des Volontaires irlandais de Dublin, qui combat dans la fabrique de biscuits de Jacob. Il est exécuté pour son rôle dans l'Insurrection à l'âge de trente-huit ans.
MacDonagh est directeur adjoint de l'école St. Enda, Scoil Éanna, et maître de conférences en anglais à l'University College de Dublin. Il est membre de la Ligue gaélique, où il se lie d'amitié avec Patrick Pearse et Eoin Mac Néill. Il est membre fondateur des Irish Volunteers avec MacNeill et Pearse. Il écrit de la poésie et des pièces de théâtre. Sa pièce, When the Dawn is Come, est produite par l'Abbey Theatre en 1908. Il écrit aussi Metempsychose, 1912 et Pagans, 1915, toutes deux produites par l'Irish Theatre Company.

## Jeunesse
Thomas MacDonagh naît à Cloughjordan, dans le comté de Tipperary, fils de Joseph McDonagh, un maître d'école, et de Mary Parker. Il grandit dans une maison remplie de musique, de poésie et d’apprentissage et reçoit dès son plus jeune âge l’amour de la culture anglaise et irlandaise. Il est le frère de l'homme politique du Sinn Féin, Joseph, et du réalisateur John.
Ses deux parents sont enseignants, qui insistent sur l’éducation. MacDonagh fréquente le Rockwell College. Pendant ses études, MacDonagh passe plusieurs années à se préparer à une carrière missionnaire, mais après quelques années, il se rend compte que ce n'est pas sa vie et il quitte le collège. Très peu de temps après, il publie son premier recueil de poèmes, Through the Ivory Gate, en 1902. Il enseigne au St Kieran's College de Kilkenny et, à partir de 1903, il est employé comme professeur de français, d'anglais et de latin au St. Colman's College de Fermoy, dans le comté de Cork, où il forme également une branche de la Ligue gaélique. À Fermoy, MacDonagh est l'un des membres fondateurs de l'Association of Secondary Teachers, Ireland (ASTI), le syndicat des enseignants du secondaire formé au Fermoy College en 1908. Il s'installe à Dublin et noue bientôt de solides amitiés avec des hommes tels qu'Eoin Mac Néill et Patrick Pearse.

## Enseignement
Son amitié avec Pearse et son amour de l'irlandais l'amènent à rejoindre l'école bilingue de Pearse à St. Enda lors de sa création en 1908, comme professeur de français et d'anglais et directeur adjoint. Il est l'un des fondateurs du syndicat d'enseignants ASTI (Association des enseignants du secondaire en Irlande). MacDonagh joue un rôle essentiel dans le succès précoce de l'école. Lors de son mariage, il prend le poste de professeur d'anglais à l'Université nationale d'Irlande, tout en continuant à soutenir St Enda. MacDonagh reste attaché à la langue irlandaise et, en 1910, il devient tuteur d'un jeune membre de la Ligue gaélique, Joseph Plunkett. Ce sont tous deux des poètes intéressés par le théâtre irlandais et ils nouent une amitié de longue date.
Le 3 janvier 1912, il épouse Muriel Gifford (membre de l'Église d'Irlande, même si ni elle ni lui n'étaient pratiquants) ; leur fils, Donagh, est né en novembre 1912 et leur fille, Barbara, en mars 1915. La sœur de Muriel, Grace Gifford, épouse Joseph Plunkett quelques heures avant son exécution en 1916.
MacDonagh est membre de la Ligue irlandaise des franchises féminines. Il soutient les grévistes lors du lock-out de Dublin et est membre du « Comité pour la paix industrielle » aux côtés de Joseph Plunkett, dont l'objectif déclaré est de parvenir à une issue équitable au conflit.

## Républicanisme
En 1913, MacDonagh et Plunkett assistent à la réunion inaugurale des Volontaires irlandais et rejoignent leur comité provisoire. MacDonagh est plus tard nommé commandant du 2e bataillon de Dublin et finalement nommé commandant de l'ensemble de la brigade de Dublin. Bien qu'à l'origine un pur constitutionnaliste, à travers ses relations avec des hommes tels que Pearse, Plunkett et Seán Mac Diarmada, et à travers la militarisation croissante de l'Europe au début de la Première Guerre mondiale, MacDonagh développe des convictions républicaines plus fortes, rejoignant la Fraternité républicaine irlandaise (IRB), probablement au cours de l'été 1915. À cette époque, Tom Clarke lui demande de planifier les funérailles grandioses de Jeremiah O'Donovan Rossa, qui sont un succès de propagande retentissant, en grande partie grâce au discours prononcé par Pearse au bord de la tombe.

## Insurrection de Pâques

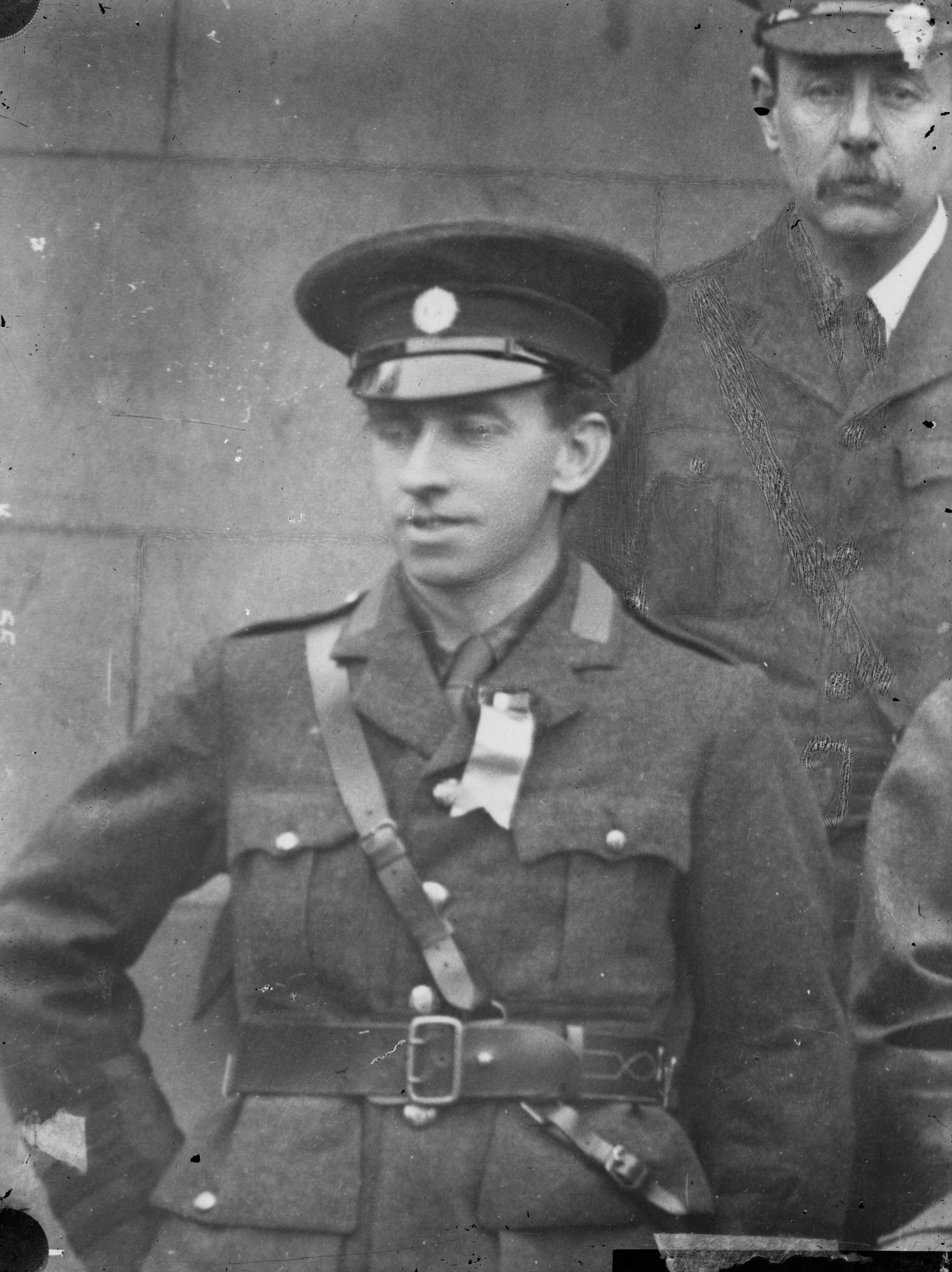
Thomas MacDonagh en uniforme militaire (1915)

Bien que reconnu comme l'un des sept dirigeants de l'Easter Rising, MacDonagh est un ajout tardif à ce groupe. Il n’a rejoint le Conseil militaire secret qui planifie le soulèvement qu’en avril 1916, quelques semaines avant le soulèvement. La raison de son admission à une date aussi tardive est incertaine. Encore relativement nouveau venu à l'IRB, des hommes comme Clarke ont peut-être hésité à le nommer trop tôt à un poste aussi élevé, ce qui soulève la question de savoir pourquoi il devrait être admis. Ses liens étroits avec Pearse et Plunkett en ont peut-être été la cause, ainsi que son poste de commandant de la brigade de Dublin (bien que son poste en tant que tel soit plus tard remplacé par James Connolly en tant que commandant général de la division de Dublin). Pourtant, MacDonagh est signataire de la Proclamation de la République irlandaise.
Pendant le soulèvement, le bataillon de MacDonagh est stationné dans l'immense complexe de la biscuiterie Jacob. Sur le chemin vers cette destination, le bataillon rencontre le vétéran Fénien John MacBride, qui rejoint sur place le bataillon en tant que commandant en second et assume en fait une partie du commandement tout au long de la semaine de Pâques, bien qu'il n'ait eu aucune connaissance préalable du soulèvement et était dans la zone par hasard. Le commandant en second initial de MacDonagh est Michael O'Hanrahan.
Dans l'état actuel des choses, malgré le rang de MacDonagh et le fait qu'il commande l'un des bataillons les plus puissants, ils participent à peu de combats, l'armée britannique évitant l'usine alors qu'elle établit des positions dans le centre de Dublin. MacDonagh reçoit l'ordre de se rendre le 30 avril, même si l'ensemble de son bataillon était pleinement prêt à poursuivre l'engagement. Après la reddition, MacDonagh est traduit en cour martiale et exécuté par un peloton d'exécution le 3 mai 1916, à l'âge de trente-huit ans. Il est le troisième signataire de la Proclamation à être fusillé. On raconte qu'au moment où il est sorti de sa cellule pour être exécuté, il a sifflé.
Sa veuve, Muriel, est décédée d'une insuffisance cardiaque alors qu'elle nageait à Skerries, dans le comté de Dublin, le 9 juillet 1917 ; son fils Donagh MacDonagh devient un juge et également un éminent poète, dramaturge de Broadway, auteur-compositeur et animateur, un membre central de la renaissance littéraire irlandaise des années 1940/1960. Il épouse Nuala Smyth et ils ont quatre enfants. Barbara épouse l'acteur Liam Redmond et ils ont quatre enfants. Au cours des années 1950 et 1960, elle écrit de nombreux scénarios pour Radio Éireann, la radio nationale irlandaise, en utilisant le nom le plus célèbre de son mari.